# Garzê
Garzê (en tibetano: དཀར་མཛེས, wylie: dkar-mdzes, ZWPY: Garzê) transliterado al chino como Ganzi (en chino, 甘孜; pinyin, Gānzī) es el poblado central administrativo del condado homónimo bajo la administración directa de la Prefectura autónoma tibetana de Garzê en la provincia de Sichuan de la República Popular China. Situada en las orillas del río Yalong, la ciudad yace en el gran valle Ganzi a 3390 metros sobre el nivel del mar y está rodeada por montañas y rocas. Su área es de ? y su población total en 2008 fue de 9000 habitantes.

## Administración
El poblado de Garzê se divide en una urbe administrada como comunidad y 23 áreas rurales administradas como aldeas.

## Toponimia
Garzê significa "blanco y hermoso" en tibetano. Durante la dinastía Qing (1662), un discípulo del quinto Dalái lama fue al área de Hor para construir trece templos, el primer templo, el Templo Garze, fue construido sobre una base de piedra blanca y recibió su nombre.

## Clima
Debido a su elevación, se tiene un clima monzónico influenciado con continental húmedo, con inviernos fríos pero secos, y veranos cálidos con lluvias frecuentes. La temperatura mensual oscila entre -4.4 °C en enero a 13,9 °C  en julio, mientras que la media anual es de 5,64 °C. Más de dos tercios de la precipitación anual de 660 mm se produce a partir de junio a septiembre. La ciudad recibe 2620 horas de sol al año. La variación de la temperatura diurna es grande, con un promedio de 14,5 °C por año.
| Parámetros climáticos promedio de Garzê (1971−2000) | Parámetros climáticos promedio de Garzê (1971−2000) | Parámetros climáticos promedio de Garzê (1971−2000) | Parámetros climáticos promedio de Garzê (1971−2000) | Parámetros climáticos promedio de Garzê (1971−2000) | Parámetros climáticos promedio de Garzê (1971−2000) | Parámetros climáticos promedio de Garzê (1971−2000) | Parámetros climáticos promedio de Garzê (1971−2000) | Parámetros climáticos promedio de Garzê (1971−2000) | Parámetros climáticos promedio de Garzê (1971−2000) | Parámetros climáticos promedio de Garzê (1971−2000) | Parámetros climáticos promedio de Garzê (1971−2000) | Parámetros climáticos promedio de Garzê (1971−2000) | Parámetros climáticos promedio de Garzê (1971−2000) |
| Mes                                                 | Ene.                                                | Feb.                                                | Mar.                                                | Abr.                                                | May.                                                | Jun.                                                | Jul.                                                | Ago.                                                | Sep.                                                | Oct.                                                | Nov.                                                | Dic.                                                | Anual                                               |
| --------------------------------------------------- | --------------------------------------------------- | --------------------------------------------------- | --------------------------------------------------- | --------------------------------------------------- | --------------------------------------------------- | --------------------------------------------------- | --------------------------------------------------- | --------------------------------------------------- | --------------------------------------------------- | --------------------------------------------------- | --------------------------------------------------- | --------------------------------------------------- | --------------------------------------------------- |
| Temp. máx. media (°C)                               | 5.1                                                 | 7.6                                                 | 11.2                                                | 14.6                                                | 18.2                                                | 20.2                                                | 21.0                                                | 21.0                                                | 18.7                                                | 14.9                                                | 9.9                                                 | 5.5                                                 | 14                                                  |
| Temp. mín. media (°C)                               | −11.5                                               | −8.0                                                | −3.8                                                | −0.4                                                | 3.9                                                 | 7.3                                                 | 8.4                                                 | 7.6                                                 | 5.9                                                 | 1.2                                                 | −6.0                                                | −10.9                                               | −0.52                                               |
| Precipitación total (mm)                            | 5.1                                                 | 8.5                                                 | 19.5                                                | 34.7                                                | 79.2                                                | 133.4                                               | 116.7                                               | 94.1                                                | 109.5                                               | 46.0                                                | 8.6                                                 | 4.5                                                 | 659.8                                               |
| Días de precipitaciones (≥ 0.1 mm)                  | 3.9                                                 | 5.9                                                 | 8.8                                                 | 12.3                                                | 17.8                                                | 22.1                                                | 21.6                                                | 18.6                                                | 19.2                                                | 13.0                                                | 4.7                                                 | 3.0                                                 | 150.9                                               |
| Horas de sol                                        | 220.5                                               | 202.7                                               | 221.4                                               | 223.5                                               | 235.7                                               | 212.7                                               | 211.7                                               | 208.0                                               | 198.3                                               | 220.7                                               | 232.7                                               | 232.4                                               | 2620.3                                              |
| Humedad relativa (%)                                | 45                                                  | 45                                                  | 48                                                  | 53                                                  | 57                                                  | 67                                                  | 72                                                  | 71                                                  | 72                                                  | 65                                                  | 53                                                  | 49                                                  | 58.1                                                |
| Fuente: China Meteorological Administration         |                                                     |                                                     |                                                     |                                                     |                                                     |                                                     |                                                     |                                                     |                                                     |                                                     |                                                     |                                                     |                                                     |